# Ферманция (мать Феодосия I)
Ферманция (лат. Thermantia) — мать римского императора Феодосия I Великого.
Её супругом был военный магистр Феодосий Старший. Имя Ферманции восстанавливается из одной надписи, высеченной в её честь около 389/391 года после её смерти. Данная надпись была обнаружена в Риме. Подробности биографии Ферманции неизвестны. Она упоминается в «Извлечениях о жизни и нравах римских императоров», написанных Псевдо-Аврелием Виктором.